# 海洋真菌

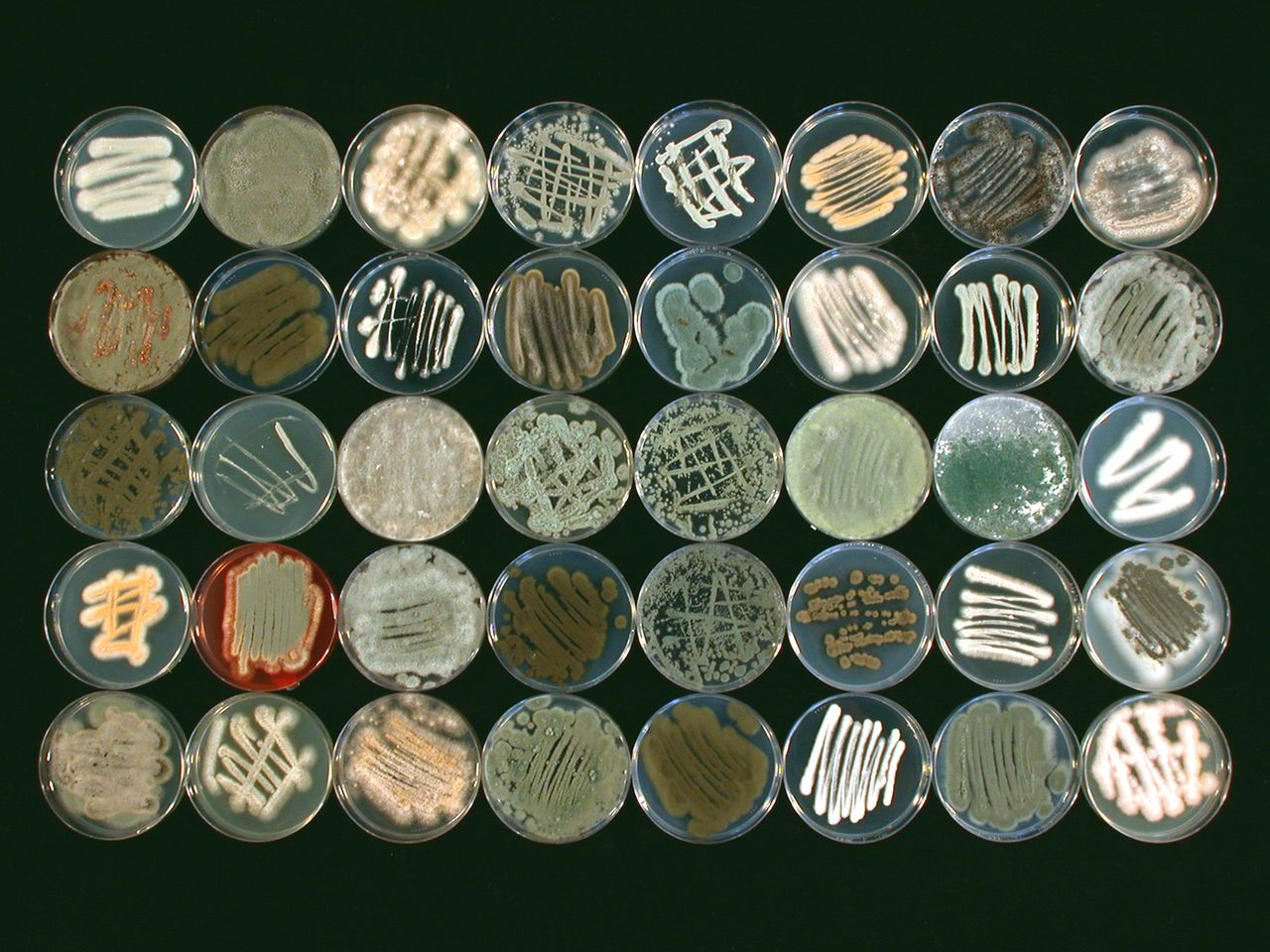
從羊海綿（Ircinia variabilis）樣本中採集的真菌

海洋真菌（marine fungi），或稱海生真菌，是生活在海洋或潮間帶中的真菌。海洋真菌並不是一個分類單元，而是泛指分屬於不同分類群，但生長環境均位於海洋或潮間帶的多種真菌。絕對海生真菌（obligate marine fungi）只生長於海洋中，其生活史全部或部分階段完全隱沒在海水之下，而兼性海生真菌（facultative marine fungi）則通常生長於陸地上或淡水中，但也有能力生長在海洋中，甚至在海洋中產生孢子繁殖。截至2013年，共有444種真菌被認為屬於海洋真菌，其中10種（分屬於7個屬）屬於擔子菌門，360種（分屬於177個屬）屬於子囊菌門，其他則屬於壺菌門或其他含有動孢子的低等真菌。有些海洋真菌只有孢子被發現，生長型態不明，且還有更多種生活在海洋中的真菌可能尚未被發現。許多海洋真菌難以在實驗室中培養，但可透過分析海水樣本中存在的rDNA序列以推知生活在海中的真菌種類。
不同的海洋棲地適合不同海洋真菌的生長，海洋真菌較少懸浮於海水中，多寄生於動植物，或在動植物的殘骸上行腐生生長。海洋真菌所生產的次級代謝物在工業與醫療上可能有很大的應用潛力，已有相關的抗癌藥物正在開發中，還有一種囊二孢菌屬的子囊菌Ascochyta salicorniae生長在海藻上，其生產的一種次級代謝物可能有治療瘧疾的功效

## 種類與分布
海洋真菌包括生長在紅樹林等河口濕地的類群，以及生長在各層海水，包括深海熱泉中者。炭團菌屬的Hypoxylon oceanicum、海丽壳（Kallichroma tethys）、小球腔菌屬的Leptosphaeria australiensis等常見於紅樹林基質，沙生菌属、花冠菌屬、魚雷孢屬與Antennospora屬的類群常見與海水中，光滑海木生菌與黑团孢属的Periconia prolifica則在兩種環境中皆可生長。

### 潮間帶
目前已發現的海洋真菌中，很大一部份都生長於潮間帶的紅樹林中，白海欖、正紅樹、柱果木欖、老鼠簕與水椰等紅樹林樹種的木材與漂流木中常有木材腐朽菌的存在，每種樹上對應的真菌種類均不同，在潮間帶的各垂直分層中，分布的真菌種類亦有所異。還有研究發現紅樹林的真菌族群有演替的現象，其族群可能會隨時間而變動。小花口殼菌屬、透孢黑团壳属與海丽壳常出現於潮間帶滿潮線附近的紅樹林植物根部，這些真菌有些子囊有黏液包覆，有些則子囊果完全被植物的根包覆，以避免其受鹽度、濕度的劇烈變化影響。生長於紅樹林中的真菌孢子一般沒有附屬絲，且通常藉由主動的機制釋放。河口濕地中，也有真菌寄生於藻類，如根生壺菌屬的一種壺菌Rhyzophydium littoreum便以寄生綠藻為生。另外，紅樹林中漂流於水面的落葉上有海生疫病菌（Halophytophthora）與破囊壶菌（Thraustochytrids）生長，不過這些類群現在已被移出真菌界，分別歸入卵菌與網狀黏菌中，因此已非海洋真菌的範疇。
許多真菌會與藻類或藍綠菌形成地衣， Arthopyrenia halodytes、Pharcidia laminariicola、Pharcidia rhachiana與 Turgidosculum ulvae等地衣可生長於潮間帶或海洋中，也有許多地衣可生長在位於高潮線上方、但常受海水飛濺的潮上帶，並依其對水分、鹽分的耐受度不同而分布於不同的高度。海生地衣出現的時間非常早，早在距今6億年前，新元古代的陡山沱組地層便有海生地衣的化石出土。

### 海洋
海洋真菌會因生長環境的不同，演化出不同的構造與生理機制，例如許多海殼菌目的真菌全株都生長在海水之下，它們的子囊通常成熟後很快就會溶解，使孢子被動地釋放，其子囊孢子上也有許多附屬的絲狀構造，有利於其在海水中漂流，並增加與基質接觸的機會。另外，Abyssomyces hydrozoicus、Bathyascus vermisporus與Oceantis scuticello等真菌分別生長於數百至數千公尺深的深海中，其生長環境水壓很大，且缺乏生長所需基質，有研究顯示生長於深海的幾種酵母菌有承受高達20-40 Mpa水壓的能力，亦有研究發現焦麴黴可以生長在數百公尺深的貝殼基質上，在10 Mpa的高壓上正常萌發、生長與產生孢子。
溫度、鹽度、流動、含氧量、其他物種的競爭以及基質的存在與否都會影響海洋真菌的生長，例如南極因終年低溫且缺乏生長所需的基質，海洋真菌的種類亦較少，只有南极白冬孢酵母（Leucosporidium antarcticum）與Spathulospora antarctica等少數類群，許多真菌的生長範圍受到水溫限制，只存在溫帶或熱帶等不同水體中，且有些可廣泛存在不同溫度水體的真菌（如海花冠菌）可能在不同區域已有多種品系形成，分別因應不同水溫的環境產生不同的生理適應。而因應高鹽環境，許多海洋真菌菌絲細胞內有多元醇等有機物以降低水勢，避免脫水。

## 演化
對於海洋真菌的演化，有一種假說認為真菌在拓殖陸地以前已在海洋中演化多時，現存物種中，真菌演化上最早分支的類群隱真菌門中即不乏海洋真菌，且其中許多在演化樹上是較深的支序（即該類群出現的時間已久），它們可能即是由真菌登陸前古老的海洋真菌類群演化而來，另一種假說則認為現存的海洋真菌是從陸生真菌演化而來，其論點為淡水真菌中在演化樹上較深的演化支比海生者還多，另外海洋真菌多屬雙核亞界等演化上較晚分支的類群，淡水真菌反而有較高比例是較早分支的低等真菌。2011年，一項分子系統發生學研究以rDNA序列分析海洋真菌類群的親緣關係，發現真菌在陸地與海洋間的轉換發生了多次，且可能與真菌演化上多次丟失鞭毛的特徵相呼應，顯示不同真菌在海生與陸生間的多次轉換。

## 感染

### 脊椎動物

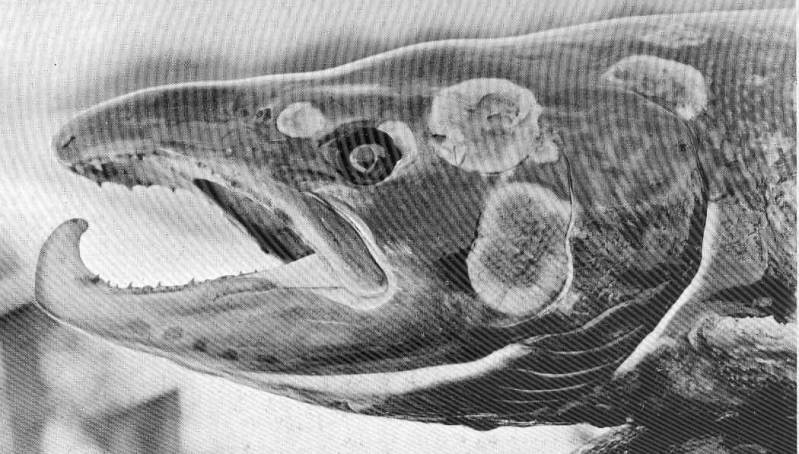
被真菌感染的大西洋鮭

有些海生真菌可以感染鯨豚等海生哺乳動物，不過對此的研究仍少，已有紀錄煙麴黴、白色念珠菌與瓶囊撒氏黴可以感染飼養於水族館等處的殺人鯨，惟尚不知在野外是否也能造成感染。養殖的鮭魚也會被多種海洋真菌感染，鮭魚外瓶黴（Exophiala salmonis）與一些瓶黴屬的真菌感染鮭魚後，其菌絲會在鮭魚的腎臟生長，導致鮭魚的腹部腫脹，並影響其正常游泳方式，嚴重者還可入侵心臟、肝臟、脾臟與肌肉等其他組織。

### 無脊椎動物
美洲螯龍蝦會在尾扇下方孵卵，其卵長時間暴露於水下，而可能被包括真菌在內的許多微生物感染，不過這種蝦與一種革蘭氏陰性細菌建立了互利共生的互動模式，細菌生長於其卵上，且會分泌一種可以抵抗真菌的一種酪醇，而生長在河口的巨指長臂蝦也與細菌有類似的共生模式，與其共生的細菌亦可以分泌抗真菌的化學物質，保護其卵不被真菌與卵菌等病原感染。

## 參閱
- 聚多曲霉